# 瓦尤尔勒
瓦尤尔勒（法語：Vailhourles，法語發音：[vajuʁl]）是法国阿韦龙省的一个市镇，属于鲁埃格自由城区。

## 地理
瓦尤尔勒（44°18'19"N, 1°54'23"E）面积32.41 平方千米，位于法国奧克西塔尼大區阿韦龙省，该省份为法国南部内陆省份，位于法國中央高原南部，北起顺时针与康塔爾省、洛泽尔省、加尔省、埃罗省、塔恩省、塔恩-加龙省和洛特省接壤。
与瓦尤尔勒接壤的市镇（或旧市镇、城区）包括：马尔谢勒、拉鲁凯特、萨维尼亚克、卡斯塔内、皮拉加尔德。

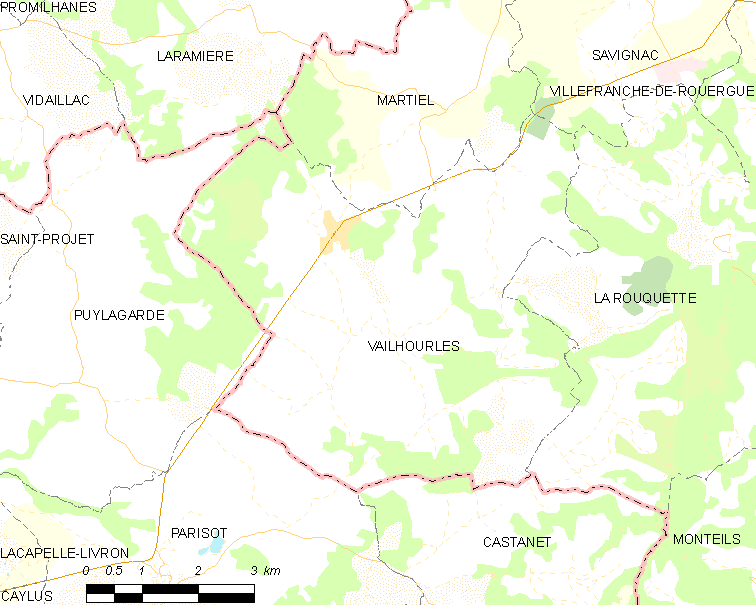
瓦尤尔勒的OSM定位图

瓦尤尔勒的时区为UTC+01:00、UTC+02:00（夏令时）。

## 行政
瓦尤尔勒的邮政编码为12200，INSEE市镇编码为12287。

## 政治
瓦尤尔勒所属的省级选区为鲁埃格自由城县。

## 人口

1962-2008年间瓦尤尔勒人口变化图示

瓦尤尔勒于2022年1月1日时的人口数量为651人。